# Kotisaari
Kotisaari is een eiland annex zandplaat in de Zweedse Kalixälven. Het eiland heeft geen oeververbinding. Het heeft een oppervlakte van ongeveer 11 hectare.